# Sarare
Sarare – miasto w Wenezueli, w stanie Lara.